# أوبل فيكترا
أوبل فيكترا (بالإنجليزية: Opel Vectra)‏ هي سيارة عائلية كبيرة من صناعة أوبل أنتجت في 1988 وتوقف إنتاجها في 2008.